# Fessenheim-le-Bas
Fessenheim-le-Bas är en kommun i departementet Bas-Rhin i regionen Grand Est (tidigare regionen Alsace) i nordöstra Frankrike. Kommunen ligger i kantonen Truchtersheim som tillhör arrondissementet Strasbourg-Campagne. År 2022 hade Fessenheim-le-Bas 577 invånare.

## Befolkningsutveckling
Antalet invånare i kommunen Fessenheim-le-Bas
| Referens: INSEE |